# 关公蟹科
关公蟹科（学名：Dorippidae）是一个属于短尾下目的科，包含17个属，其中8个属已经被确认灭绝。关公蟹科这一生物分类最早由Macleay在1838年描述。关公蟹科下的物种以触角斜向折叠为特点。